# Súng bắn tỉa Lobaev
Súng bắn tỉa Lobaev là một trong các loại súng bắn tỉa độc đáo nhất từng được chế tạo tại Nga. Thay vì được chế tạo với số lượng lớn trong mỗi lần sản xuất thì loại súng này được chế tạo với số lượng rất nhỏ bởi công ty tư nhân Tsar-Cannon tại Tarusa, Nga. Người thiết kế loại súng này là Vladislav Lobaev một người chế tạo súng nhắm và là xạ thủ nổi tiếng. Không giống như các loại súng bắn tỉa khác có thông số cố định, loại súng này có thông số thay đổi tùy vào yêu cầu của khách hàng đặt mua nhưng vẫn có thể giữ được độ chính xác của các mẫu. Loại súng này được sử dụng bởi các xạ thủ thể thao, thợ săn cũng như một số lượng nhỏ được sử dụng trong các lực lượng đặc nhiệm của Nga.

## Thiết kế
Súng bắn tỉa Lobaev không có thông số cố định các thông số sẽ tùy thuộc vào xạ thủ đặt sản xuất như sử dụng loại đạn gì, độ dài nòng, trọng lượng của súng... vì thế loại súng này có rất nhiều phiên bản khác nhau nhưng cách hoạt động vẫn theo thiết kế chính. Súng sử dụng cơ chế khóa nòng trượt và xoay, bắn phát một hay sử dụng hộp đạn rời 5 viên. Nòng súng gắn một cách tự do được làm bằng thép không gỉ chất lượng cao và được thiết kế để có thể giữ độ chính xác nhất định với các chiều dài khác nhau cũng như có thể thay nòng một cách nhanh chóng khi cần thiết. Đầu nòng súng có tích hợp bộ phận chống giật. Báng súng và ốp lót tay là một khối được làm sợi cacbon tổng hợp đặc biệt để có trọng lượng nhẹ nhưng chắc chắn. Báng súng có thể điều chỉnh chiều dài và chiều cao để phù hợp với xạ thủ. Súng được tích hợp thêm chân chống chữ V để có thể tăng độ chính xác khi bắn.
Hệ thống nhắm cơ bản của loại súng này là ống nhắm, trên thân súng có thanh răng để có thể gắn các loại ống nhắm khác nhau. Độ chính xác của các mẫu được cho chỉ tiêu là từ 0,3 đến 0,2 MOA.
Ông Vlad Lobaev, chủ sở hữu Lobaev Arms đã nghiên cứu nghệ thuật chế tạo súng không phải ở quê hương mà là ở Mỹ - nơi ông đã tiêu tốn hàng triệu USD để mua các thiết bị cần thiết cho nhà máy của ông.
Yuri Sinichkin, Kỹ sư trưởng của Tập đoàn sản xuất vũ khí Nga KBIS, đơn vị chủ quản của Lobaev Arms cho biết: “Mỹ có hàng trăm nhà máy tư nhân sản xuất những loại vũ khí được cấp phép. Do vậy quốc gia này là một trong những thị trường sản xuất vũ khí phát triển nhất thế giới. Đó là lý do tại sao nhiều phụ kiện chính của súng trường Tsar Pushka, mà các vệ sỹ của ông Putin đang sử dụng, được sản xuất dựa trên công nghệ và bí quyết của Mỹ”.
Sumrak không dành cho hoạt động chiến đấu. Để nâng tầm bắn và độ chính xác, các kỹ sư đã cắt giảm tối đa các bộ phận di chuyển khi bóp cò và loại bỏ hộp tiếp đạn. Kết quả đã tạo ra loại súng trường bắn tỉa phát một.  
“Súng trường Sumrak được thiết kế dành cho hoạt động thể thao và có khả năng bắn tỉa cực mạnh. Đó là mục đích chính của nó. Sumrak không được dùng để tiêu diệt phiến quân ở đâu đó tại Syria. Nó là một món đồ chơi xa xỉ”, nhà thiết kế cho biết.

## Nhược điểm
Loại súng trường này có nòng súng rất nặng với độ dài 1.430 mm, được chế tạo từ hợp kim nhôm đã khiến khẩu súng bắn tỉa này trở nên khá nặng với trọng lượng khoảng 10kg.

## Biến thể
Dù có nhiều mẫu nhưng súng được chia ra làm hai dòng chính là SVL (СВЛ) và OVL (ОВЛ). Trong khi dòng SVL là loại chuyên dụng để bắn tỉa với đầy đủ các thiết bị hỗ trợ được gắn vào khi chế tạo và có khả năng thay nòng nhanh thì mẫu OVL là súng dùng cho thể thao và săn bắn nên nó không có đầy đủ các chức năng cũng như các thiết bị hỗ trợ được gắn vào khi chế tạo.